# Ludolf Herbst
Ludolf Herbst (* 21. März 1943 in Wülfinghausen/Holtensen; † 17. Dezember 2024 in Rasdorf) war ein deutscher Historiker. Sein Forschungsschwerpunkt war die deutsche Geschichte des 20. Jahrhunderts.

## Leben und Wirken
Ludolf Herbst wurde als Sohn eines protestantischen Pastors in Wülfinghausen (heute zu Springe) am Deister geboren. Er studierte Geschichte, Germanistik, Philosophie und Politische Wissenschaften an der Georg-August-Universität Göttingen. Mit einer Arbeit über Die Verfolgung der Ersten Internationale durch die Großmächte in der Reichsgründungszeit wurde er 1973 promoviert. Er habilitierte sich mit einer Studie, die 1982 unter dem Titel Der Totale Krieg und die Ordnung der Wirtschaft publiziert wurde. Seine akademischen Lehrer in Göttingen waren Reinhard Wittram, Rudolf von Thadden und Rudolf Vierhaus.
Nach kurzer Lehrtätigkeit in Göttingen wurde Ludolf Herbst 1983 stellvertretender Direktor des Münchner Instituts für Zeitgeschichte. Von 1991 bis 2008 war er Professor für Neuere und Neueste Geschichte an der Humboldt-Universität zu Berlin. In seinen letzten Jahren am Institut für Geschichtswissenschaften leitete Herbst ein großangelegtes Forschungsprojekt zur Geschichte der Commerzbank im Nationalsozialismus. Schwerpunktmäßig befasste sich das Projekt mit Beteiligung der Bank an der Verfolgung und Beraubung der jüdischen Bevölkerung. Aus dem Projekt gingen zahlreiche Dissertationen hervor. Er wurde 2008 emeritiert. Trotz schwerer gesundheitlicher Beeinträchtigung veröffentlichte er 2010 eine Monografie zu Hitlers Charisma.

## Schriften (Auswahl)
- Der totale Krieg und die Ordnung der Wirtschaft. Die Kriegswirtschaft im Spannungsfeld von Politik, Ideologie und Propaganda 1939–1945, Deutsche Verlags-Anstalt, Stuttgart 1982, ISBN 3-421-06119-X.
- Option für den Westen. Vom Marshallplan bis zum deutsch-französischen Vertrag, Deutscher Taschenbuch-Verlag, München 1989, ISBN 3-423-04527-2.
- Das nationalsozialistische Deutschland 1933–1945, Suhrkamp, Frankfurt am Main 1996, ISBN 3-518-11285-6.
- Hrsg. mit Rudolf Vierhaus, Bruno Jahn (Mitarb.): Biographisches Handbuch der Mitglieder des Deutschen Bundestages. 1949–2002, K. G. Saur Verlag, München,
  - Bd. 1: A–M, 2002, ISBN 978-3-598-23782-9 und ISBN 3-598-23782-0; Vorschau über Google-Bücher.
  - Bd. 2: N–Z; Anhang, 2003, ISBN 978-3-598-23782-9 und ISBN 3-598-23782-0.
  - Bd. 3: Zeittafel – Verzeichnisse – Ausschüsse, 2003, ISBN 3-598-23783-9.
- Komplexität und Chaos. Grundzüge einer Theorie der Geschichte, Beck, München 2004, ISBN 3-406-49455-2.
- Hrsg. mit Thomas Weihe: Die Commerzbank und die Juden 1933–1945, Beck, München 2004, ISBN 3-406-51873-7.
- Hitlers Charisma. Die Erfindung eines deutschen Messias, S. Fischer Verlag, Frankfurt am Main 2010, ISBN 978-3-10-033186-1.